# Конфлан на Сени
Конфлан на Сени (фр. Conflans-sur-Seine) насеље је и општина у североисточној Француској у региону Шампањ-Арден, у департману Марна која припада префектури Еперне.
По подацима из 2011. године у општини је живело 678 становника, а густина насељености је износила 110,42 становника/km². Општина се простире на површини од 6,14 km². Налази се на средњој надморској висини од 90 метара.

## Демографија
| 1962. | 1968. | 1975. | 1982. | 1990. | 1999. | 2011. |
| ----- | ----- | ----- | ----- | ----- | ----- | ----- |
| 557   | 611   | 577   | 579   | 625   | 664   | 678   |

График промене броја становника у току последњих година